# Abdalla Al Refaey
Abdalla Ismail Mohamed Al Refaey, meglio noto come Abdalla Al Refaey (in arabo  عبد الله الرفاعي‎?; 19 novembre 1995), è un calciatore egiziano, difensore del Khor Fakkan.

## Carriera
Al Refaey firma il suo primo contratto da professionista con l'Al-Wahda il 18 Agosto 2018. Il 13 Settembre dello stesso anno, lascia l'Al-Wahda per passere in prestito annuale all' Al-Wahdan.
Dopo due anni di prestito rientra all'Al Wahda nell'estate del 2020, ma viene nuovamente girato ad un'altra squadra degli Emirati Arabi Uniti, il Khor Fakkan.

## Palmarès

### Competizioni nazionali
- UAE Super Cup: 1 :

Al Wahda: 2018